# Адлер (станция)
А́длер — станция Туапсинского региона Северо-Кавказской железной дороги в Адлерском районе города Сочи Краснодарского края. Открыта для регулярного пассажирского движения в 1929 году на Черноморской железной дороге.

## Описание
По характеру основной работы является пассажирской, по объёму выполняемой работы относится к внеклассным станциям. Один из крупных железнодорожных пассажирских терминалов в России и крупнейший по пассажиропотоку на Северо-Кавказской железной дороге.
В ноябре 2010 года началось строительство нового вокзального комплекса восточнее существующего. Главный вестибюль вокзала, зал ожидания и распределительный зал для пассажиров, расположены на высоте 10 метров над путями. Его размеры 150 × 60 м. Проект разработан архитектурной группой под руководством А. П. Даниленко (НПО «Мостовик») в сотрудничестве с архитектурным бюро GMP (Берлин).
Вокзал имеет две части: морскую и городскую. На кровле автостоянки вокзала установлены солнечные коллекторы, за счёт которых осуществляется теплоснабжение. Новый вокзал станции принимает 3-5 тысяч пассажиров в час в обычном режиме эксплуатации и до 20 тысяч пассажиров в день открытия Олимпийских игр. Строительство окончено в 2013 году.
28 октября 2013 года в присутствии Президента России В. В. Путина и главы Международного Олимпийского комитета Т. Баха новое здание вокзала было введено в эксплуатацию.

## История
Работы по проектированию побережной Черноморской железной дороги в Российской империи начались ещё в конце XIX века. По заданию министерства финансов, группа инженера Гартмана провела исследование побережья Черноморской губернии и Сухумского округа «с целью выяснения целесообразности постройки железной дороги между Новороссийском и Сухумом». Строительство, по заключению Гартмана, было возможно при условии объединения линии Афипская — Туапсе — Сухум — Новосенаки в общее предприятие и при выдаче правительственных субсидий сроком на 15 лет.
После рассмотрения нескольких проектов и маршрутов строительства, было принято решение взять за основу разработки инженеров Адрианова Г. В. и Малишевского И. А., которые в 1910 году представили на рассмотрение Государственной думы свой проект по прокладке железной дороги от Екатеринодара до Новосенаки по побережью Чёрного моря.
В 1911 году появилась записка действительного статского советника и бывшего начальника Закавказской железной дороги А. Н. Пушечникова, в которой приводилось краткое технико-экономическое обоснование строительства Черноморской железной дороги. Общая длина которой должна была составить 323 версты и оценивалась автором более чем в 80 000 000 руб.
Весной 1912 году было создано паевое общество Черноморской железной дороги и утверждён его устав, проект которого представлялся на рассмотрение и утверждение ещё в 1901 году. Его учредителями выступили Н. Н. Перцов, А. И. Путилов и С. С. Хрулёв.
На Всероссийской культурно-промышленной и сельскохозяйственной выставке «Русская Ривьера» в 1913 году обществом был представлен подробный макет строящейся дороги. Был выпущен иллюстрированный альбом «Строящаяся Черноморская железная дорога. Туапсе — Квалони», в котором подробно освещался ход строительства.
К строительным работам по сооружению новой линии приступили 15 июня 1914 года после утверждения всей необходимой документации, в годы Первой мировой войны началось строительство участка от Туапсе до Адлера. Революции 1917 года и Гражданская война не позволили осуществить этот план в полном объёме.
После установления в Черномории весной 1920 года советской власти строительство дороги было возобновлено лишь в 1923 году. В 1927 году первый поезд прибыл в Адлер из Туапсе. Железнодорожную станцию Адлер удалось завершить и сдать в промышленную эксплуатацию лишь в 1929 году. В конце 1930-х годов станция и вся Черноморская дорога перешли в состав Закавказской железной дороги.
Участок Закавказской железной дороги им. Л. П Берии от Адлера до станции Гагра был завершён в 1941 году. Первый пассажирский поезд из Сочи прибыл на станцию Гагра 28 июля 1941 года. Полностью, на всем протяжении от Туапсе до Новосенаки дорога была достроена в годы Великой Отечественной войны, в 1944 году.
В годы войны станция имела важное стратегическое значение, принимая и отправляя большое количество воинских и санитарных эшелонов, что давало возможность использовать железную дорогу для связи тыловых областей Закавказья с портами Черноморского побережья и линией фронта, которая проходила в 100 километрах от Адлера в районе Туапсе. Порт Сочи и станция Адлер постоянно подвергались налётам и бомбардировкам с воздуха и артиллерийским ударам со стороны моря.
В 1943 году было организовано сопровождение эшелонов сторожевыми катерами. Обычно это были мобилизованные гражданские суда, чаще всего рыболовные, с гражданскими командами, получившими воинские звания, и имевшие скорость не более 10-12 узлов. Вооружение, как правило, состояло из одной пушки калибром до 45 мм, а иногда лишь одного пулемёта. Патрулирование продолжалось до начала 1945 года.
В 1956 году был электрифицирован участок от Весёлого до Сочи протяжённостью 34 км, в 1958 году закончились работы по монтажу контактной сети на 84-километровом участке от Туапсе до Сочи. Вскоре на линии появились электропоезда.

## Изменения в расписании
- 16 марта 2009 года отменён из круглогодичного обращения поезд № 24/23 до Курского вокзала Москвы через Украину.
- 29 мая 2005 года перенаправлен поезд № 24/23 до Курского вокзала Москвы через Красный Лиман, Славянский Курорт вместо Лозовой и Славянска.
- 28 мая 2000 года введён в обращение поезд № 101/102 до Казанского вокзала Москвы через Горячий Ключ с остановкой на станции Мичуринск-Воронежский.
- 28 мая 1995 года перенаправлен поезд № 1/2 до Казанского вокзала с остановками на станциях Придача, Грязи-Воронежские, Мичуринск-Воронежский и Рязань-2, вместо Курского вокзала, с перенумерацией на № 11/12.
- 14 августа 1992 года укорочены поезда №№ 51/52 до Адлера вместо Сухуми, 55/56 до Адлера вместо Еревана.

## Пассажирское движение
Ежесуточно пассажирский терминал железнодорожной станции Адлер обрабатывает не менее 10-15 пар поездов дальнего следования, экспрессов и пригородных электропоездов. В курортный сезон пассажиропоток и количество принятых и отправленных составов традиционно возрастает.
Только в июне-августе 2019 года железнодорожные вокзалы города Сочи обработали 5.7 миллиона пассажиров. Вокзал станции Адлер стал лидером по пассажиропотоку среди вокзалов городов-курортов России и занял первое место, приняв и отправив не менее 2.4 миллиона пассажиров летом 2019 года.
В декабре 2023 года ежедневно начал курсировать поезд № 315/316 по маршруту Адлер — Симферополь. По новому расписанию из Адлера он будет выезжает в 13:28, а приходит в крымскую столицу в 07:25. Ранее поезд курсировал через день.

### Основные направления
| Страна     | Пункт назначения |
| ---------- | --- |
| Абхазия    | Сухум, Гагра |
| Белоруссия | Минск, Брест |
| Россия     | Москва, Санкт-Петербург, Архангельск, Екатеринбург, Ростов-на-Дону, Барнаул, Воркута, Ижевск, Казань, Киров, Кисловодск, Владикавказ, Красноярск, Нижняя Пойма, Нижневартовск, Новокузнецк, Краснодар, Мурманск, Орск, Саратов, Северобайкальск, Смоленск, Тамбов, Томск, Уфа, Челябинск, Чита |

### Перевозчики и расписание
| Перевозчик                              | Дистанция                               | Расписание |
| --------------------------------------- | --------------------------------------- | ---------- |
| Российские железные дороги (ФПК, ЮДОСС) | Дальнее следование                      | РЖД        |
| Белорусская железная дорога             | Дальнее следование                      | РЖД        |
| АО «Кубань Экспресс-Пригород»           | Межрегиональное и пригородное сообщение | tutu.ru    |

### Туристический поезд «Сочи» в Абхазию
В мае 2021 года возобновлено регулярное движение фирменных туристических поездов «Сочи» до станции Гагра в Абхазии. Состав имеет оригинальную бело-голубую окраску, пассажирские вагоны оформлены в стилистике 70—80-х годов прошлого века и оборудованы кондиционерами, биотуалетами, розетками 220 в, а также USB-портами для подзарядки индивидуальных гаджетов. Имеются вагон-ресторан и вагон-бар.
По средам поезд отправляется со ст. Сочи, а в остальные дни недели, кроме вторника и среды, со ст. Туапсе-Пассажирская. Поезд имеет остановки на станциях Лазаревская, Лоо, Дагомыс, Сочи, Адлер, Веселое, Цандрыпш. Время в пути от Туапсе 6 часов 10 минут, в обратном направлении 5 часов 53 минуты.

### Экспресс в аэропорт
В 2012 году была открыта новая линия, соединяющая центр Сочи через станцию Адлер с международным аэропортом Сочи. По этому проекту построена новая железнодорожная трасса длиной 3 км, из них около 2,5 км идут по эстакаде. Ориентировочная стоимость строительства железнодорожной ветки 7 млрд руб.
Электрифицированный путь примыкает к существующему железнодорожному тупику в южной горловине парка. Затем пересекает транспортную развязку «Адлерское кольцо» по железнодорожной эстакаде. Конечный пункт трассы находится на территории аэровокзального комплекса, где оборудована остановочная платформа длиной 180 м. Залы прилёта и отлёта аэропорта были соединены с платформой крытыми галереями с траволаторами.
Необходимость обустройства переходов траволаторами или бегущими тротуарами связана с проведением в Сочи Паралимпийских игр, что требовало создания комфортных условий для лиц с ограниченными физическими возможностями.

## Коммерческие операции, выполняемые на станции
- Продажа билетов на все пассажирские поезда. Приём и выдача багажа.
- Приём и выдача повагонных отправок грузов, допускаемых к хранению на открытых площадках станций.
- Приём и выдача грузов повагонными и мелкими отправками, загружаемых целыми вагонами, только на подъездных путях и местах необщего пользования.
- Приём и выдача повагонных отправок грузов, требующих хранения в крытых складах станций[20].